# Drukplaat

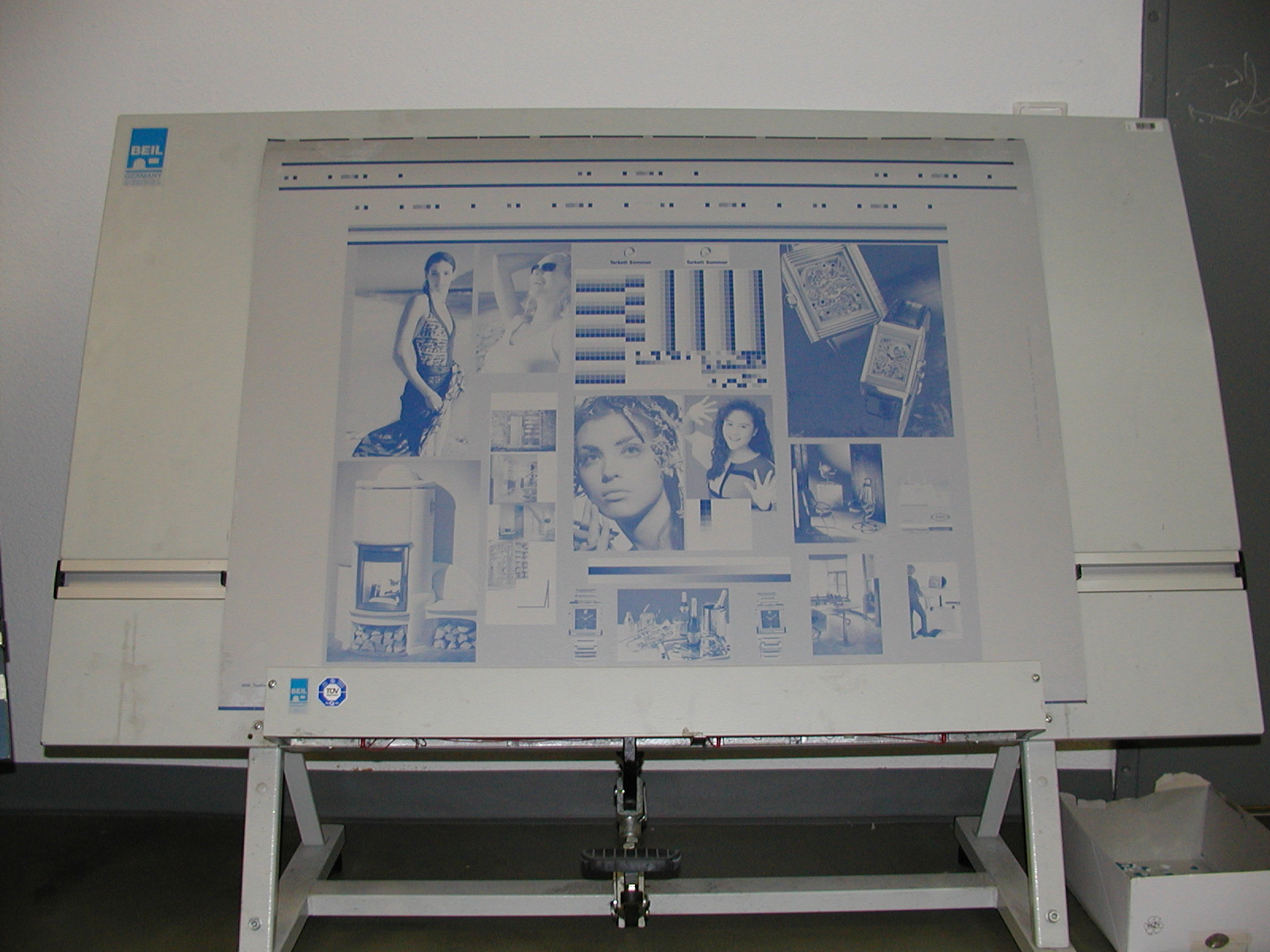
Een drukplaat

Als drukplaat worden in de offsetdruk over het algemeen aluminium gebruikt met een dikte van minder dan ongeveer een halve mm (meestal 0,15 tot 0,4 mm). Deze plaat wordt, na voorzien te zijn van het drukbeeld, in de drukpers om een cilinder gespannen. Moderne drukpersen kunnen dat tegenwoordig automatisch.
De drukplaat is voorzien van een heel fijn geruwd oppervlak (grein) om het water-aantrekkende vermogen te verbeteren. In de begintijd van de offsetplaat werd dit oppervlak bereikt door de plaat in een zogenaamde knikkerbak te leggen waar een groot aantal porseleinen knikkers met een hoeveelheid polijstpasta in een schuddende beweging werden gebracht. Hierdoor werd het oppervlak van de plaat heel fijn geruwd.
Tegenwoordig worden industriële methoden, zoals anodiseren, gebruikt om de plaat zijn oppervlaktebewerking te geven.
Na de oppervlaktebehandeling wordt de plaat voorzien van een fotografisch gevoelige laag. Door een juiste belichting verharden de drukkende delen waarna de niet-drukkende delen er afgewassen worden. De plaat is dan in principe gebruiksklaar voor de offsetpers. Er bestaan positief werkende offsetplaten, waar het onbelichte gedeelte later het drukbeeld vormt, en negatief werkende, waar juist de belichte gedeelten het drukbeeld vormen. De laatste hebben in de afgelopen jaren sterk aan populariteit ingeboet. Erg veel gebruikt worden de laatste jaren digitale platen, waar het beeld vanuit de computer rechtstreeks op de plaat wordt geschreven.